# ژورژی فونسکا
ژورژی فونسکا (پرتغالی: Jorge Fonseca؛ زادهٔ ۳۰ اکتبر ۱۹۹۲) جودوکار اهل پرتغال است.